# Fondazione Liberal
La Fondazione Liberal (dal 2009 Liberal-Popolare) è stata una fondazione politico culturale di orientamento liberale e d'ispirazione cristiana fondata e guidata da Ferdinando Adornato, già deputato e coordinatore dell'Unione di Centro.
Direttore scientifico fu Francesco D'Onofrio, già Ministro della pubblica istruzione durante il primo governo Berlusconi.

## Storia
Essa nasce nel 1995, fortemente voluta da Ferdinando Adornato ed Ernesto Galli della Loggia, come fondazione di ispirazione liberaldemocratica che si facesse ponte tra l'opposizione di sinistra (costituita dal Partito Democratico della Sinistra) e quella di centro (composta dal Partito Popolare Italiano), per costruire una nuova alternativa alla coalizione di centro-destra di Silvio Berlusconi.
Nel primo comitato di indirizzo figuravano: Ferdinando Adornato, Antonio Baldassarre, Augusto Antonio Barbera, Rodolfo Brancoli, Carlo Azeglio Ciampi, Franco Debenedetti, Diego Della Valle, Ernesto Galli della Loggia, Alfio Marchini, Mino Martinazzoli, Vittorio Merloni, Angelo Panebianco, Sergio Romano, Cesare Romiti, Giorgio Rumi e Marco Tronchetti Provera.
Organo ufficiale della fondazione era il mensile «Liberal», diretto dallo stesso Adornato, su cui a lungo si animarono vivi dibattiti intorno al futuro politico del sistema italiano, immaginando già allora di introdurre il bipartitismo su modello americano.
Nel 1998 Galli della Loggia abbandona «Liberal» e la fondazione, per volere del suo presidente Adornato, subisce una correzione di rotta. Dall'opposizione di centrosinistra, infatti, si avvicina progressivamente a destra, fino all'adesione dello stesso Adornato a Forza Italia. Il mensile si prefigge così di adattare il conservatorismo americano al nostro sistema politico, con uno sguardo attento specialmente al neoconservatorismo e al teoconservatorismo, fino all'elaborazione di quello che verrà detto teoliberalismo. Ferdinando Adornato utilizzerà la propria fondazione come mezzo per la costituzione della Casa dei Moderati, il partito unico del centrodestra italiano, unione di Forza Italia, Alleanza Nazionale e UDC. Ciò nonostante, all'annuncio della nascita del Popolo delle Libertà, Adornato dirà che 
In contemporanea con la trasformazione del mensile in giornale quotidiano (2008), quindi, avviene il passaggio di Adornato all'UDC. Di conseguenza il giornale assume una posizione fortemente critica nei confronti di PdL e PD e, dal punto di vista valoriale, molto vicino alle posizioni dell'Unione di Centro.

### All'interno dell'Unione di Centro
Adornato ha rappresentato l'area maggiormente posizionata a destra dell'Unione di Centro.
Grazie a una serie di convegni e incontri culturali, tenuti di solito a Todi, Adornato ha cercato di adattare il suo teoliberismo al nuovo progetto centrista, con un occhio di riguardo alla riscoperta della lezione di Don Luigi Sturzo e del suo Appello ai liberi e forti.